# Acropora caroliniana
Acropora caroliniana е вид корал от семейство Acroporidae. Видът е световно застрашен, със статут Уязвим.

## Разпространение и местообитание
Разпространен е в Австралия, Вануату, Индонезия, Малайзия, Микронезия, Нова Каледония, Палау, Папуа Нова Гвинея, Соломонови острови, Фиджи и Филипини.
Среща се на дълбочина от 4,5 до 16 m, при температура на водата от 25,5 до 27,5 °C и соленост 34,8 – 35,2 ‰.

## Описание
Популацията им е намаляваща.